# فونداکلی-فانتینا
فونداکلی-فانتینا (به ایتالیایی: Fondachelli-Fantina) یک کومونه در ایتالیا است که در استان مسینا واقع شده‌است.

## خصوصیات
فونداکلی-فانتینا ۴۱٫۰ کیلومترمربع مساحت و ۱٬۲۳۴ نفر جمعیت دارد و ۶۰۴ متر بالاتر از سطح دریا واقع شده‌است.